# Distanzpolsterung

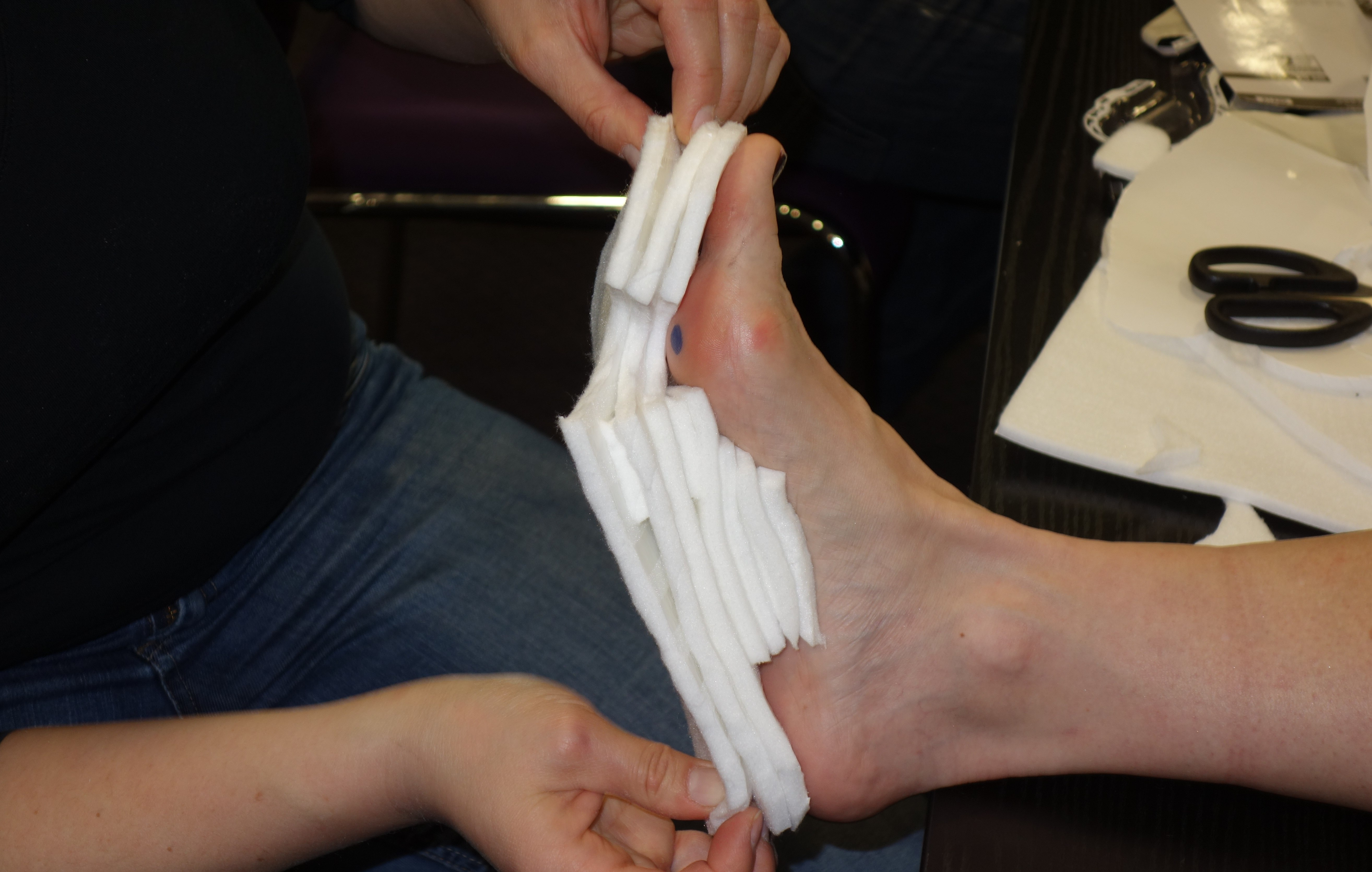
Distanzpolsterung eines markierten Bereichs zur Übung

Distanzpolsterung, auch Filzen genannt, ist eine Methode zur lokalen Druckentlastung kleiner Fußwunden, beispielsweise solcher, die im Zusammenhang mit dem Diabetischen Fußsyndrom entstanden sind und schlecht abheilen, da der Patient beim Laufen den Wundbereich belastet. Damit sich hierdurch keine chronische Wunde entwickelt, muss der Fuß an dieser Stelle entlastet werden. Hierfür werden passgenau zugeschnittene Watteplatten unter den Fuß geklebt, wobei die jeweilige Wunde ausgespart wird. Durch die Aussparung ergibt sich eine Druckentlastung im Wundbereich, was eine ungestörtere Abheilung gewährleisten soll.

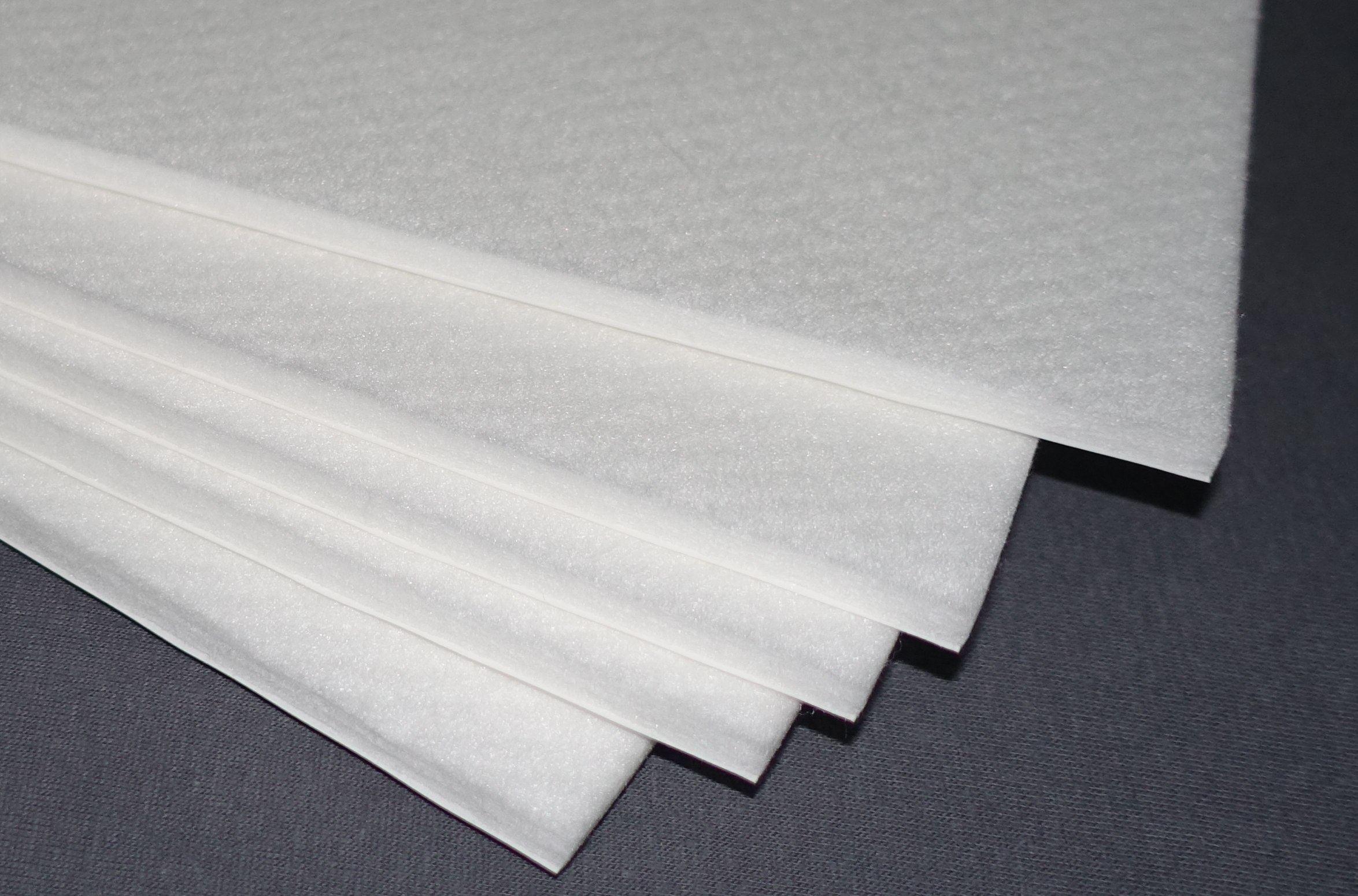
Zuschneidbare Watteplatten zur Erstellung einer Distanzpolsterung (Filzen)

Bei den Fußwunden, die sich typischerweise beim Diabetischen Fußsyndrom (DFS) ausbilden, liegt ein Hauptaugenmerk der Therapie auf der vollständigen Druckentlastung der betroffenen Bereiche. Gleichzeitig muss die Bewegungsfähigkeit des Patienten gewährleistet sein. Entsprechend werden zur Erstellung einer Distanzpolsterung flexible Wattematten verwendet, die über eine Klebefläche verfügen und hauptsächlich aus Polyester bestehen. Anhand einer fußförmigen Schablone werden die Platten mit einer scharfen Schere zugeschnitten und unter den Fuß geklebt, wobei die Wunde ausgespart wird. Hierdurch ergibt sich eine Druckentlastung im Wundbereich. Das Fußgewölbe wird mit mehreren kleineren Plattenteilen auf das Sohlenniveau gebracht. Auch andere erhebliche Unregelmäßigkeiten, beispielsweise Amputationen, werden entsprechend ausgeglichen. Abschließend wird die Konstruktion mit fixierenden Verbandmitteln, beispielsweise elastischem Fixiervlies, umklebt und am Fuß befestigt. Dabei darf das fixierende Material nicht zu stramm auf der Haut aufgebracht werden, da sich die Distanzpolsterung sonst verschieben oder gar lösen kann.       
Übliche Therapiemaßnahmen zur Druckentlastung bei Patienten mit Fußwunden aufgrund des DFS sind, neben speziellen Schuhen, bei denen einzelne Segmente der Sohle entfernt werden können, im Wesentlichen Schalenkonstruktionen aus Gips, sogenannte Total-Contact-Casts, oder maßgefertigte Orthesen. Die Distanzpolsterung soll die Beweglichkeit des Patienten besser gewährleisten, als diese, und somit Mobilität fördern. Beim Auftreten reduziert sich die Dicke der nachgiebigen Platten auf wenige Millimeter. Dies und die passgenaue Anlage der Polsterung, ermöglichen es dem Patienten, im Gegensatz zu sämtlichen anderen entlastenden Maßnahmen, sich normale Schuhe anzuziehen. Diese dürfen jedoch keine Unterschiede im Sohlenniveau aufweisen oder zu eng sein. Die Distanzpolsterung wird daher nur in Kombination mit geeignetem Schuhwerk verwendet. Eine Alternative stellen speziell angefertigte ausgehärtete Zwei-Komponentenplatten in Sohlenform dar, die unter die Distanzpolsterung geklebt werden und diese beim Laufen schonen. Um den Abrollvorgang zu gewährleisten, sollte die jeweilige Platte entsprechend abgerundet sein.  